# メダリオン
『メダリオン』（原題：飛龍再生、英題：The Medallion）は、2003年に公開されたジャッキー・チェン主演の香港・アメリカ合作映画。

## 概要
超人的パワーをもたらすメダリオン（メダル）をめぐり、熱血刑事と恋人と同僚が悪の組織が過激なバトルを展開。伝説のメダルがもたらす未知のパワーと予測不能なアクションが繰り広げられる。
当時の香港映画史上最高制作費を投入し、ジャッキー・チェンが製作総指揮・主演を務めたアクション・アドベンチャー超大作。ハリウッドのキャスト＆VFXスタッフを従え、アイルランド・タイ・香港の3カ国ロケを敢行した。

## ストーリー
死者が蘇り、肉体には超人的なパワーが宿るという中国古代から伝わる聖なるメダルの秘密を発見した闇組織・蛇頭（スネークヘッド）を香港の刑事エディがインターポール捜査官アーサーと協力して追っていた。組織のボスは謎の中国人少年を誘拐しようとしていたが、その目的は少年の持つ不思議なメダルであった。
少年が誘拐されたアイルランドに向かい、エディは少年を救うためコンテナで溺死し志半ばにして殉職してしまうが、殺傷力もあるメダル（聖典のゴラール）の力によって蘇生。超人的な力を身につけたエディは、恋人の捜査官ニコルやアーサーと協力し、力を駆使して城塞に籠る組織に戦いを挑むが、ニコルも死亡し…。

## キャスト
※括弧内は日本語吹替
- エディ・ヤン - ジャッキー・チェン（石丸博也）
- ニコル・ジェームス - クレア・フォーラニ（唐沢潤）
- アーサー・ワトソン - リー・エヴァンス（岩崎ひろし）
- スネークヘッド - ジュリアン・サンズ（田中正彦）
- スマイス - ジョン・リス＝デイヴィス（斎藤志郎）
- レスター・ウォン - アンソニー・ウォン（小川隆市）
- シャーロット・ワトソン - クリスティ・チョン（中国語版）（小山田詩乃）
- ジャイ - アレクサンダー・バオ（近藤玲子）
- スネークヘッドの部下 - スコット・アドキンス、ルーベン・ラングダン、小室博義
- ウェイター - ニコラス・ツェー、エディソン・チャン

## スタッフ
- 監督：ゴードン・チャン
- アクション監督：サモ・ハン・キンポー
- 製作総指揮：ジャッキー・チェン、アルバート・ヤン、ウィリー・チャン
- 製作：アルフレッド・チョン、キャンディ・リン、ティム・ウォック
- 脚本：アルフレッド・チョン、ゴードン・チャン、ポール・ホイーラー、ベネット・ジョシュア・ダヴリン、ベイ・ローガン
- 音楽：エイドリアン・リー
- 撮影：アーサー・ウォン